# Ruben Aguilar
Ruben Aguilar (Grenoble, Francia, 26 de abril de 1993) es un futbolista francés de ascendencia española que juega como defensa y su equipo es el R. C. Lens de la Ligue 1 de Francia.

## Trayectoria
Se unió al A. J. Auxerre en 2014 desde el Grenoble Foot 38. Hizo su debut en la Ligue 2 el 1 de agosto de 2014 contra el Le Havre A. C. en una victoria por 2-0 en casa. En la temporada 2016-17 jugó 30 partidos de liga para el A. J. Auxerre.
En mayo de 2017 firmó con el Montpellier H. S. C.
El 6 de agosto de 2019 se unió al A. S. Monaco con un contrato de cinco años.

## Selección nacional
El 11 de noviembre de 2020 debutó con la selección absoluta de Francia en un encuentro amistoso ante Finlandia que perdieron por 0-2.

## Clubes
| Club                   | País    | Año       |
| ---------------------- | ------- | --------- |
| A. S. Saint-Étienne II | Francia | 2011-2013 |
| Grenoble Foot 38       | Francia | 2013-2014 |
| A. J. Auxerre          | Francia | 2014-2017 |
| Montpellier H. S. C.   | Francia | 2017-2019 |
| A. S. Monaco           | Francia | 2019-2023 |
| R. C. Lens             | Francia | 2023-     |

## Vida privada
Tiene ascendencia española por vía paterna.